# CoRoT-16
CoRoT-16 är en ensam stjärna i norra delen av stjärnbilden Skölden. Den har en skenbar magnitud av ca 16,0 och kräver ett kraftfullt teleskop för att kunna observeras. Baserat på parallax enligt Gaia Data Release 2 på ca 1,34 mas, beräknas den ligga på ett avstånd av ca 2 400 ljusår (ca 750 parsec) från solen. 

## Egenskaper
CoRoT-16 är en gul till vit stjärna i huvudserien av spektralklass G5 V. Den har en massa av ca 1,1 solmassa, en radie av ca 1,2 solradie och utsänder energi från dess fotosfär motsvarande 0,77 gånger solen vid en effektiv temperatur av ca 5 undefined700 K.

## Planetsystem
År 2011 upptäckte CoRoT-uppdraget en exoplanet i form av en het Jupiter i omlopp kring CoRoT-16 i en ovanligt excentrisk bana.
| Planet | Massa            | Halv storaxel (AE) | Siderisk omloppstid (d) | Excentricitet | Inklination       | Radie          |
| ------ | ---------------- | ------------------ | ----------------------- | ------------- | ----------------- | -------------- |
| b      | 0,529 ± 0,096 MJ | 0,0618 ± 0,0015    | 5,35227 ± 0,00020       | 0,37 ± 0,11   | 85,01 +0,94−1,20° | 1,17 ± 0,14 RJ |